# Economia das Filipinas
As Filipinas fazem parte do tratado internacional chamado APEC (Asia-Pacific Economic Cooperation), um bloco econômico que tem por objetivo transformar o Pacífico numa área de livre comércio e que engloba economias asiáticas, americanas e da Oceania.
São consideradas como um país em desenvolvimento. Seu PIB ocupa o 25.º lugar entre 178 países, quando medido pela paridade do poder de compra. Uma das principais atividades econômicas é a industrialização de alimentos. Sua produção agrícola consiste principalmente de copra, milho, cânhamo, arroz, cana-de-açúcar e tabaco. Possuía também quantidades razoáveis de minérios de cromo, cobre, ouro, ferro, chumbo, manganês e prata.
A economia do país sofreu menos com a crise asiática de 1998 do que seus vizinhos. O crescimento anual caiu de 5% em 1997 para 0,6% no ano seguinte, porém recuperou-se em 1999 com 3%, passando para 4% em 2000 e para um média de 5% ao ano entre 2002 e 2006. O governo prometeu prosseguir com reformas que auxiliassem na continuidade do ritmo de crescimento em relação aos demais países da Ásia. A elevada dívida pública (equivalente a 77% do PIB) mina os esforços de diversificação da economia.

## Comércio exterior
Em 2020, o país foi o 43º maior exportador do mundo (US $ 70,3 bilhões, 0,4% do total mundial). Na soma de bens e serviços exportados, chega a US $ 94,3 bilhões, ficando em 41º lugar mundial. Já nas importações, em 2019, foi o 33º maior importador do mundo: US $ 112,9 bilhões.

## Setor primário

### Agricultura
As Filipinas produziram, em 2018:
- 24,7 milhões de toneladas de cana-de-açúcar (11º maior produtor do mundo);
- 19,0 milhões de toneladas de arroz (8º maior produtor do mundo);
- 14,7 milhões de toneladas de coco (2º maior produtor do mundo);
- 9,3 milhão de toneladas de banana (3º maior produtor do mundo);
- 7,7 milhões de toneladas de milho (17º maior produtor do mundo);
- 2,7 milhões de toneladas de abacaxi (2º maior produtor do mundo);
- 2,7 milhões de toneladas de mandioca;
- 725 mil toneladas de manga (incluindo mangostim e goiaba);
- 500 mil toneladas de óleo de palma;
- 423 mil toneladas de borracha natural (8º maior produtor do mundo);
- 228 mil toneladas de castanha de caju (4º maior produtor do mundo);
- 169 mil toneladas de mamão (11º maior produtor do mundo);
- 60 mil toneladas de café;

Além de outras produções  de outros produtos agrícolas.

### Pecuária
Na pecuária, as Filipinas produziram, em 2019: 1,8 milhão de toneladas de carne suína; 1,4 milhão de toneladas de carne de frango; 208 mil toneladas de carne bovina, entre outros.

## Setor secundário

### Indústria
O Banco Mundial lista os principais países produtores a cada ano, com base no valor total da produção. Pela lista de 2019, as Filipinas tinham a 27ª indústria mais valiosa do mundo (US $ 69,5 bilhões).
Em 2019, as Filipinas eram a 45ª maior produtora de veículos do mundo (8,4 mil) e não produziam aço.
O país é o maior produtor mundial de óleo de coco. Também é o 16º maior produtor mundial de cerveja (à base de cevada).

### Energia
Nas energias não-renováveis, em 2020, o país era o 74º maior produtor de petróleo do mundo, 12 mil barris/dia. Em 2019, o país consumia 458 mil barris/dia (33º maior consumidor do mundo). O país foi o 7º maior importador de petróleo do mundo em 2014 (1,5 milhões de barris/dia). Em 2017, as Filipinas eram o 54º maior produtor mundial de gás natural, 3,9 bilhões de m3 ao ano. Na produção de carvão, o país foi o 28º maior produtor do mundo em 2015: 7,8 milhões de toneladas.
Nas energias renováveis, em 2020, as Filipinas eram o 47º maior produtor de energia eólica do mundo, com 0,4 GW de potência instalada, e o 40º maior produtor de energia solar do mundo, com 1,0 GW de potência instalada.

### Mineração
Em 2019, o país era o 2º maior produtor mundial de níquel e o 4º maior produtor mundial de cobalto.

## Setor terciário

### Turismo
Em 2018, as Filipinas foram o 41º país mais visitado do mundo, com 7,1 milhões de turistas internacionais. As receitas do turismo, neste ano, foram de US $ 7,4 bilhões.